# Iodure de fer(II)
L'iodure de fer(II) est un composé chimique de formule FeI2. Il s'agit d'un solide hygroscopique noir tirant sur le violet qui blanchit au contact de l'air, soluble dans l'eau, l'éthanol et l'éther diéthylique. Il s'oxyde rapidement en solution et en présence d'humidité. La solution aqueuse est incolore. Il a une structure cristalline trigonale semblable à celle de l'hydroxyde de cadmium avec le groupe d'espace P3m1 (no 164) (a = 404 pm, c = 675 pm). Le tétrahydrate est un solide noir soluble dans l'eau et l'éthanol et qui se décompose autour de 90 à 98 °C.
L'iodure de fer(II) peut être obtenu en faisant réagir du fer avec de l'iode I2 à 500 °C :
Fe + I2 → FeI2.
On peut obtenir une phase finement divisée par décomposition thermique du diiodure de tétracarbonyle de fer Fe(CO)4I2.